# لوتزولو
لوتزولو (به ایتالیایی: Lozzolo) یک کومونه در ایتالیا است که در استان ورسلی واقع شده‌است.

## خصوصیات
لوتزولو ۶٫۷ کیلومترمربع مساحت و ۷۹۷ نفر جمعیت دارد.

## خواهرخوانده
شهر کاستیلیونه دآدا خواهرخواندهٔ لوتزولو هست.